# Celerifero

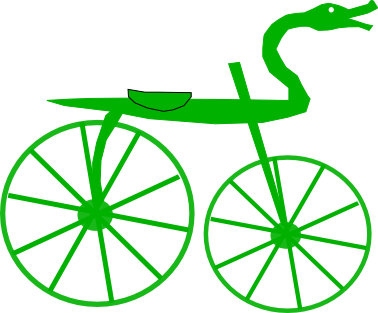
Celerifero

Il celerifero (célérifère, in francese) sarebbe stato un prototipo di veicolo a due ruote, costruito nel XVIII secolo, che rappresenta l'invenzione della bicicletta.

## Storia
Precursore delle odierne biciclette, pur se mancante dei pedali, dei freni e del sistema di sterzo direzionale, il celerifero sarebbe stato ideato e realizzato dal giovane nobile francese Mède de Sivrac nel 1791. Era costituito di un'asse di legno che collegava due forcelle e due ruote poste alle loro estremità, del diametro di circa 70 cm. Il conte de Sivrac inventò il neologismo "celerifero" mediante la composizione delle parole latine celer (veloce) e fèro (portare).
La propulsione al mezzo era data dallo scalciamento dei piedi sul terreno, con il controllo della direzione limitato a ciò che era ottenibile dall'inclinazione del corpo del pilota, in equilibrio sull'asse della macchina.
Al posto di quello che successivamente sarà chiamato manubrio, il celerifero aveva una criniera leonina (o di cervo) alla quale il conducente doveva aggrapparsi.
Poiché la ruota anteriore non aveva possibilità di curvare, ogni volta che il conducente voleva cambiare direzione doveva scendere e indirizzare il veicolo verso la meta desiderata.

## Celerifero e sciovinismo
È possibile che il celerifero non sia mai esistito e neppure il conte di Sivrac. La prima testimonianza del celerifero risale infatti a più di un secolo dopo la sua presunta creazione : nell'ultimo decennio del XIX secolo, il divulgatore francese Louis Baudry de Saunier cominciò a parlarne in contrapposizione alla draisina - inventata nel 1815 dal nobile tedesco Karl Friedrich Drais von Sauerbronn, per dimostrare la superiorità dei francesi rispetto ai tedeschi.  La presunta scoperta storica trovò comunque fertile terreno in Francia, tanto che la giuria dell'Esposizione Universale del 1900 affermò «Les preuves abondent, l'histoire de la vélocipédie en ses grandes lignes est presque un chant de triomphe en l'honneur du génie français.» (Esistono prove più che sufficienti per affermare, in linea di massima, che la storia del ciclismo è quasi un canto trionfale in onore del genio francese.). L'unica traccia trovata per il celerifero è un brevetto del 1817 di tale Jean-Henri Siévrac per la costruzione di "mezzi chiamati celeriferi", mezzi che però erano trainati da cavalli.